# Вергински златен дъбов венец
Вергинският златен дъбов венец (на гръцки: Χρυσό στεφάνι της Βεργίνας) е древномакедонско погребално украшение от античния град Еге, край днешното село Вергина, Гърция. Направен е от злато и представлява венец от листа на дъб и жълъди, които са изключително реалистични. Венецът е сред най-ценните находки, намерени при разкопките на Вергинските царски гробници. Датиран е към македонската епоха и се смята, че с него е погребан Филип II Македонски.
Находките от гробниците са изложени първоначално в Солунския археологически музей, но са преместени в 1997 година в Музея на Вергинските царски гробници, където днес е венецът на Филип Македонски заедно с други ценни находки от гробниците, сред които е венецът на петата съпруга Филип Македонски Меда от Одесос.